# Gudrun Johansen
Gudrun Ingeborg Agnete Johansen (født 12. marts 1905 i Hellerup, død 8. april 1983 i Brasilien). Gudrun var uddannet havebrugskandidat i 1930 og læste derefter biologi på Københavns Universitet. Hun var opvokset i et officershjem og meldte sig ind i Dansk Samling. Hun blev leder af Gruppe Lange opkaldt efter hendes dæknavn Frk. Lange. Mange var imod at kvinder fik ledende poster i Holger Danske.
Det var hendes gruppe, der likviderede den hadede HIPO mand Mogens Otto Reholt.
På befrielsesdagen blev hun involveret i et alvorligt trafikuheld.  
Efter krigen færdiggjorde hun sin uddannelse som magister i plantepatologi.
Hun giftede sig i 1949 med sin forlovede, laboratoriechef Johannes Christian Troelsen, og flyttede 1957 med sin mand og to børn til Brasilien.  